# イドロ
イドロ（伊: Idro）は、イタリア共和国ロンバルディア州ブレシア県にある、人口約1,900人の基礎自治体（コムーネ）。
ブレシア方言でIder。

## 地理

### 位置・広がり
イドロ湖の南端、サッビア渓谷にある。

#### 隣接コムーネ
隣接するコムーネは以下の通り。括弧内のTNはトレント自治県所属を示す。
- アンフォ
- バゴリーノ
- ボンドーネ (TN)
- カポヴァッレ
- ラヴェノーネ
- トレヴィーゾ・ブレシャーノ
- ヴァルヴェスティーノ

### 地震分類
イタリアの地震リスク階級 (it) では、2 に分類される
。

## 行政

### 分離集落
イドロには、以下の分離集落（フラツィオーネ）がある。
- Crone, Lemprato, Pieve Vecchia, Tre Capitelli, Vantone, Vesta

### 山岳部共同体
広域行政組織である山岳部共同体「ヴァッレ・サッビア山岳部共同体」 (it:Comunità montana della Valle Sabbia) （事務所所在地: ヴェストーネ）を構成するコムーネの一つである。